# Enrique Alonso
Pour les articles homonymes, voir Alonso.
Alonso  Casado est un nom espagnol. Le premier nom de famille, en général paternel, est Alonso ; le second, en général maternel, souvent omis, est Casado.
Enrique Alonso Casado, né le 14 avril 1965 à Arrasate/Mondragón, est un coureur cycliste espagnol. Il est professionnel de 1988 à 1992.

## Palmarès
- 1987
  - Bizkaiko Bira (es)
- 1988
  - Memorial Valenciaga
  - Lazkaoko Proba
- 1990
  - 2eb étape du Tour d'Espagne (contre-la-montre par équipes)
- 1992
  - 10e de la Classique de Saint-Sébastien

## Résultats sur les grands tours

### Tour de France
1 participation
- 1992 : 31e

### Tour d'Espagne
2 participations
- 1989 : 71e
- 1990 : 61e, vainqueur de la 2eb étape (contre-la-montre par équipes)